# Жуков, Леонид Степанович
Леонид Степанович Жуков (04.10.1925-17.05.2021) — капитан Советской Армии, участник Великой Отечественной войны, общественный и хозяйственный деятель Советского Союза и Российской Федерации, почётный гражданин города Нижнего Новгорода (2020).

## Биография
Родился 8 декабря 1926 года в селе Лещеевка Сергачского района Нижегородской губернии в крестьянской русской семье. Завершив обучение в четырех классах сельской школы переехал к брату, который жил в Ленинском районе города Горького. С 1937 года проходил обучение в школе № 101 Ленинского района (сейчас школа №97). В начале Великой Отечественной войны дом в котором они проживали разбомбили и их поместили в небольшой закуток. Средний брат валентин трудился на авиационном заводе, у него была бронь. Леонида призвали в Красную Армию в декабре 1942 года, в возрасте семнадцати лет. Он был направлен воевать во 2-ю гвардейскую воздушно-десантную дивизию.
Участвовал в военных операциях по освобождению Украины, в том числе в Днепровском десанте (сентябрь 1943 года) в ходе боев за Киев. В составе десантной дивизии освобождал Венгрию, Австрию, Чехословакию. Боевой путь прошёл от рядового до офицера. На полях Второй мировой получил ранение.
В 1950 году был уволен с военной службы. По прибытии в Горький стал учиться в 10-м классе школы. Затем проходил обучение в техникуме коммунального хозяйства, потом поступил в юридический институт.
Трудился и совмещал учёбу. Работал секретарем в бюро технической инвентаризации (БТИ), потом заведующим, потом депутатом районного совета. После перешёл работать на завод Красное Сормово в управление капитального строительства. 25 лет трудовой деятельности отдал этому предприятию.
В возрасте 50 лет перешел работать в промышленный трест Главволговятстрой — организацию, которая обеспечивала деревообрабатывающие заводы города и области материалами, выпускали двери, полы, прокатные перегородки, паркетные доски, окна. В начале 1990-х годов возвратился работать на Красное Сормово. В 1995 году вышел на заслуженный отдых. Активно стал заниматься общественной деятельностью.
По решению депутатов городской Думы 23 июня 2020 года ему присвоено звание "Почетный гражданин города Нижний Новгород".
Проживает в городе Нижний Новгород.

## Награды
За боевые и трудовые успехи удостоен:
- Орден Отечественной войны II степени
- Орден Красной Звезды
- Орден Славы III степени
- Медаль «За отвагу» (СССР)
- Медаль «За победу над Германией в Великой Отечественной войне 1941—1945 гг.»
- Медаль «За трудовую доблесть»
- другие медали.
- «Почетный ветеран ВДВ»
- «Заслуженный Сормович»
- Почётный гражданин города Нижнего Новгорода (23.06.2020 год).

## Интересные факты
- Жуков Леонид Степанович стал прототипом и главным героем книги авторов А.В. Опрышко и Ю.Ф. Гарипова «Нераскрытые парашюты».